# Robotnicze Stowarzyszenie Wychowania Fizycznego „Jutrznia”
RSWF Jutrznia Warszawa – klub sportowy założony w 1922 r. w Warszawie. Działalność klubu wygasła w trakcie II wojny światowej. „Jutrznia” została reaktywowana w Warszawie w 2011 roku. Obecnie w klubie działa sekcja biegowa i narciarska. 

## Historia
Klub został założony przez działaczy związanych z żydowską partią socjalistyczną Bund. Jego twórcy starali się urzeczywistniać demokratyczną i socjalistyczną wizję sportu, inspirowaną myślą austriackiego teoretyka Juliusa Deutscha. „Jutrznia” nie organizowała widowisk z udziałem zawodowców, oglądanych przez tysiące biernych kibiców. Nadrzędnym celem klubu była animacja masowego sportu amatorskiego. Kultura fizyczna miała służyć robotniczym masom, a wszelkie dążenie do rekordów było wręcz szkodliwe. Twórcy RSWF byli krytycznie nastawieni do sportów opartych na agresywnej konkurencji takich jak boks czy piłka nożna. 

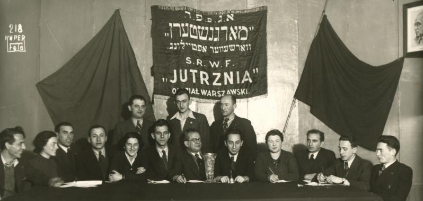
Spotkanie działaczy Jutrzni w 1937 roku

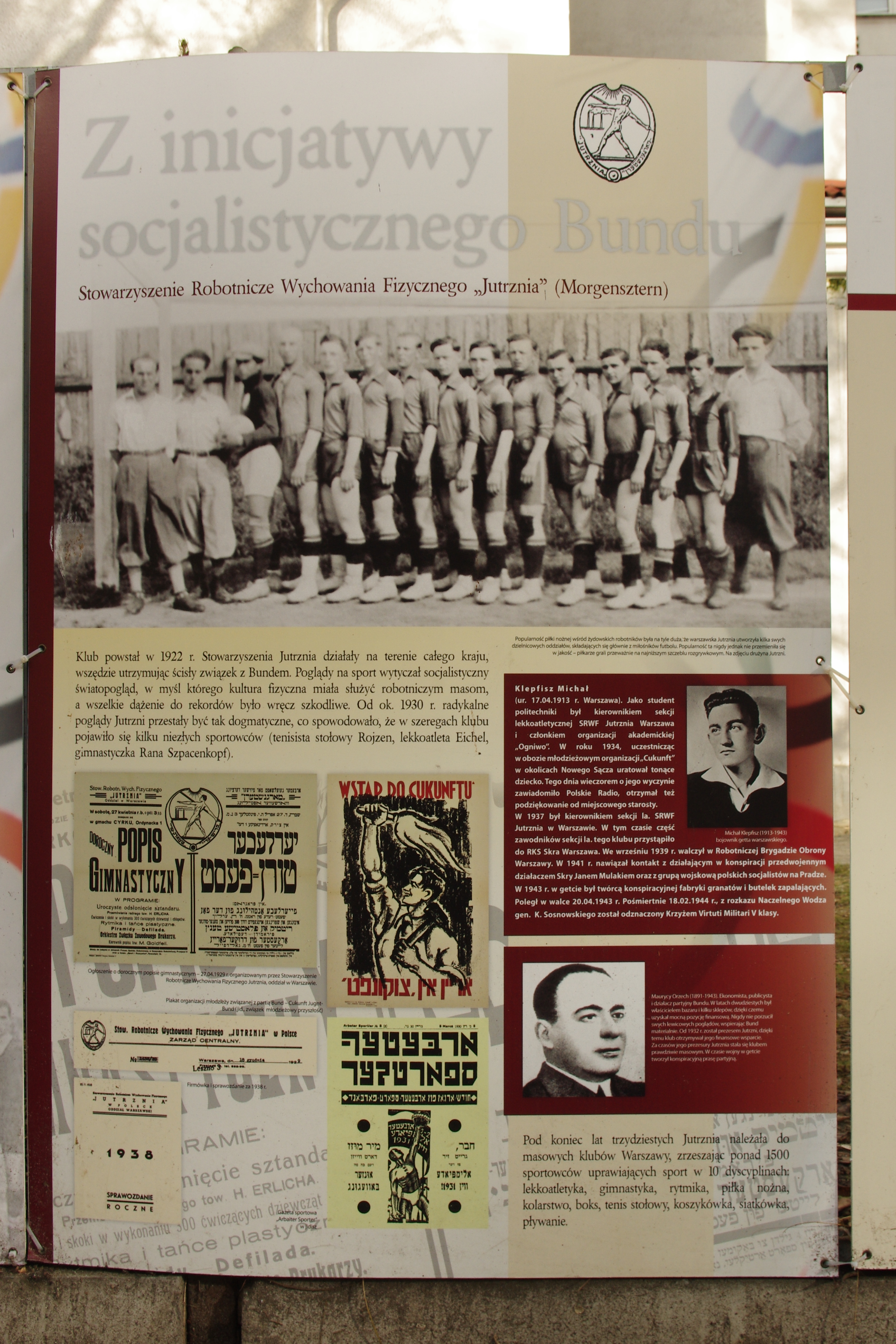
Fragment wystawy plenerowej ”Sport Żydowski w przedwojennej Warszawie” autorstwa dr Jarosława Rokickiego, przygotowanej przez Fundacje im. prof. Mojżesza Schorra, a prezentowanej na przełomie 2012/2013 r., przy ul. Twardej 6 w Warszawie. Na fotografii widoczna tablica pt. "Z inicjatywy socjalistycznego Bundu - Stowarzyszenie Robotnicze Wychowania Fizycznego "Jutrznia" (Morgensztern)

Od ok. 1930 roku radykalne poglądy „Jutrzni” przestały być tak dogmatyczne, co spowodowało, dopuszczenie sportowców uprawiających obydwie wspomniane wyżej dyscypliny. Jednocześnie popularność i profesjonalizacja klubu zaowocowała tym, że w jego szeregach pojawiło się kilku sportowców uważanych za niezłych, np. tenisista stołowy Rojzen, lekkoatleta Eichel czy gimnastyczka Rana Szpacenkopf. Jednym z bardziej znanych działaczy klubu był Michał Klepfisz – członek organizacji akademickiej „Ogniwo” i młodzieżówki Bundu „Cukunft”. Jako student politechniki był kierownikiem sekcji lekkoatletycznej „Jutrzni”.
Pod koniec lat trzydziestych Jutrznia należała do masowych klubów Warszawy, zrzeszając ponad 1500 sportowców uprawiających sport w 10 dyscyplinach: lekkoatletyka, gimnastyka, rytmika, piłka nożna, kolarstwo, boks, tenis stołowy, koszykówka, siatkówka, pływanie. Jednak sportowcy z „Jutrzni” przede wszystkim uprawiali w dużych grupach proste dyscypliny, które nie wymagały dużych wydatków na sprzęt ani przesadnie forsownego treningu, takie jak: bieganie, pływanie, jazda na rowerze i całodniowe piesze wyprawy poza miasto.
Stowarzyszenia „Jutrznia” działały na terenie całego kraju, wszędzie utrzymując ścisły związek z Bundem. Warszawska „Jutrznia” współpracowała blisko także z innymi robotniczym klubami sportowymi, związanymi z Polską Partią Socjalistyczną, takimi jak  Skra, RKS Sarmata czy RKS Marymont. Podobnie jak one, RSWF należał do związanej z ruchem socjaldemokratycznym Międzynarodówki Sportu Robotniczego.